# SIL International
Pour les articles homonymes, voir SIL.
SIL International, anciennement Summer Institute of Linguistics, en français : Société internationale de linguistique, abrégé couramment en SIL, est une organisation non gouvernementale chrétienne évangélique, dont le but principal est l'évangélisation à travers l'étude, le développement, la documentation des langues dites « minoritaires » et la traduction de la Bible. Son siège est à Dallas, aux États-Unis. C'est l'autorité d'enregistrement de la norme ISO 639-3 gérant les noms et codes de langue.

## Historique
La SIL a été fondé en 1934 aux États-Unis par William Townsend (en). Elle a été implantée en 1935 au Mexique,.
En 1951, elle a publié l'ouvrage Ethnologue recensant l'ensemble des langues du monde, classées géographiquement. L'édition de 1984 a établi le « code SIL » pour identifier chaque langue décrite.
En 2023, l'organisation disait compter 1 631 projets linguistiques dans 98 pays et 4 200 collaborateurs de 84 pays.

## Programmes
L'organisation offre des programmes en développement linguistique, recherche universitaire, traduction de la Bible et des plaidoyers pour la protection des langues.

## Ressources
La SIL met à disposition du public : 
- des ressources informatiques sur le développement linguistique ;
- des polices de caractères, par exemple la fonte « Gentium » ou « Doulos SIL », toutes deux compatibles Unicode.

SIL International a rédigé la licence SIL Open Font License, considérée comme libre, pour distribuer sans restriction ses polices de caractères. Elle est également utilisée par d'autres projets, notamment Google Fonts.

## Affiliations
L'organisation est membre du Forum des agences bibliques internationales et du Micah Network, qui est membre de l’Alliance évangélique mondiale.
Elle est membre du Conseil évangélique pour la responsabilité financière.
SIL est partenaire de l'UNESCO et de Wycliffe Global Alliance.

## Critiques
En 1974, José Joaquim Matallana, directeur de la sécurité colombienne, a accusé la SIL de trafic d’émeraudes et d’exploitation de ressources naturelles.

### Points de vue des associations indigènes
Lors de leur deuxième Congrès national, en février 1986, les organisations indiennes de Colombie dénoncent « les pratiques ethnocidaires  des « Églises catholique et protestante » et le Congrès « répudie la présence du Summer Institute of Linguistics et demande la révocation complète de son contrat avec l'État ».

### Analyses et prises de position des scientifiques (linguistes, ethnologues)
En 1975, le Manifeste de Pátzcuaro (Denuncia de Pátzcuaro), signé par des anthropologues, sociologues, étudiants qui « travaillent dans les régions indigènes et dans les centres d'enseignement, de recherche et de développement » a accusé la SIL d'impérialisme culturel en raison de ses membres majoritairement américains.